# ラジオ遍路・88の音巡り
『ラジオ遍路・88の音巡り』（ラジオへんろ 88のおとめぐり）は、四国地方にある民間放送のAM/ワイドFM放送を展開している4社が共同制作・企画して、毎週放送している教養番組である。
2014年の四国八十八ヶ所霊場1200周年記念番組として、2013年10月6日放送開始。2015年6月7日放送までの分は「シーズン1」として、第1番札所の霊山寺から第88番札所の大窪寺までを順番を追ってめぐっていった。
2015年6月14日放送分からは「シーズン2」と銘打ち、四国遍路を楽しむ人、また各寺院・仏閣などの周辺スポットなどを、参加4局が月替わり（4-5週）ローテーションで製作を担当し、取材した内容を放送している。なお過去の放送分は外部リンクの番組ホームページから、アーカイブでも聴取することが可能である。

## 制作参加各局と放送日時
- 初回放送は日曜日、再放送は次週土曜日、各10分ずつ。

| 放送対象地域 | 放送局                  | 初回放送時間 （日曜日） | 再放送時間 （土曜日） |
| ------------ | ----------------------- | ----------------------- | --------------------- |
| 愛媛県       | 南海放送（RNB）         | 07:35-07:45             | 08:20-08:30           |
| 香川県       | 西日本放送ラジオ（RNC） | 07:25-07:35             | 17:15-17:25           |
| 徳島県       | 四国放送（JRT）         | 07:50-08:00             | 17:30-17:40           |
| 高知県       | 高知放送（RKC）         | 07:00-07:10             | 17:20-17:30           |

### 製作ローテーション
シーズン1の製作局は、各札所の所在地に沿って以下の通りだった。
- 01-23回=JRT
- 24-39回=RKC
- 40-65回=RNB
- 66-88回=RNC

シーズン2は概ねRNB→RNC→JRT→RKCの順番での月替わりで、ほぼ季節ごとに制作している。